# 川沙體育場
上海川沙体育场是一个位于中华人民共和国上海市浦东新区川沙镇华夏东路2541号的体育场，原建于1958年，曾担当过第八届全运会的足球比赛场地。
2019年前后，川沙体育场进行改扩建工程。
2024年7月23日，川沙体育场征地改扩建项目正式通过综合竣工验收，成为综合性体育场所。它占地约6.4万平方米，总建筑面积达7.8万平方米，新增一座综合体育馆、一个室外标准400米环形跑道运动场、2片室外篮球场、2400座室外看台、标准游泳池等诸多体育设施，并于2024年9月26日开启试运营。